# Ősfolyamvölgy

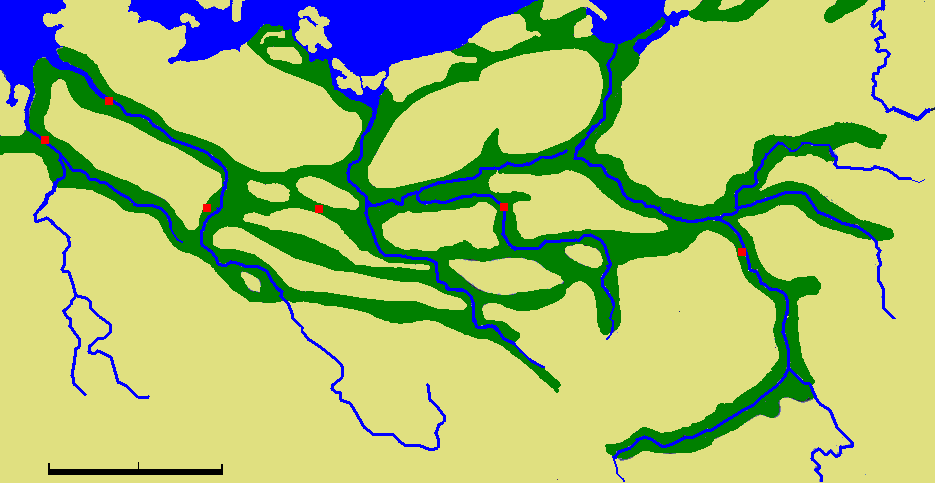
Ősfolyamvölgyek Közép-Európában

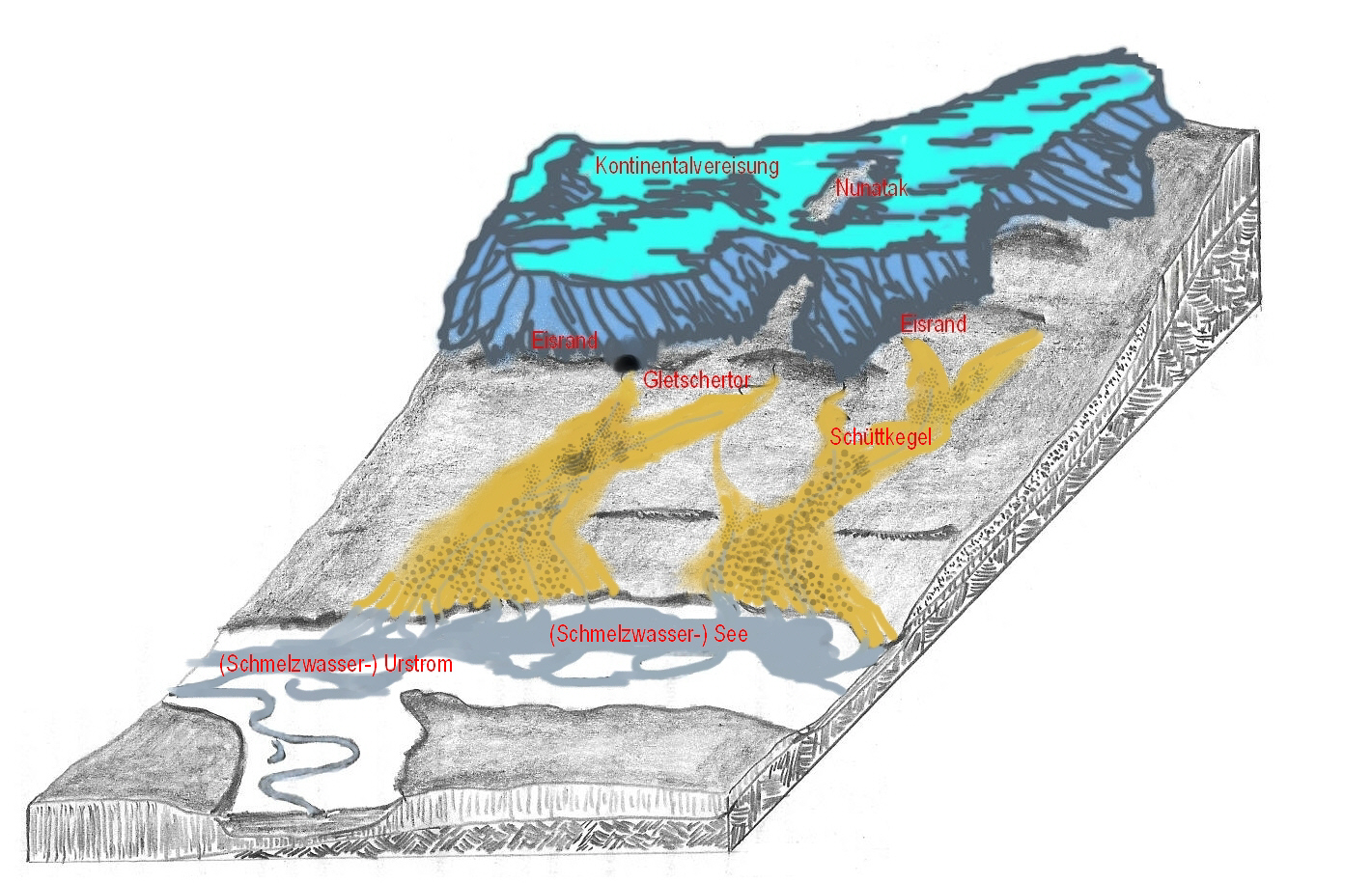
Az ősfolyamvölgyek kialakulása

Az ősfolyamvölgyek a legutóbbi jégkorszak idején a szárazföldi jég előterében a tenger felé áramló olvadékvíz által kialakított, 1,5-20 kilométer szélességű, 40-60 méter mélységű völgyszerű képződmények, döntően a Közép-Európa északi részén elterülő német-lengyel síkságon. 

## Kialakulásuk
Kialakulásuk döntő tényezője, hogy Germán-lengyel-síkság észak felé lejt, a Skandináviából érkező belföldi jégár azonban útját állta az észak felé igyekvő víztömegnek. A síkságon az olvadékvizek a jégtakaró peremével párhuzamosan futva óriási DK-ÉNy irányú folyamokba gyűltek össze és a mai Északi-tenger medencéje felé áramolva hozták létre az ősfolyamvölgynek nevezett képződményeket. Az ősfolyamvölgyek jól követhetők az Északi-tenger fenekén is, mivel az akkori alacsonyabb tengerszint miatt a terület szárazföld volt. A jégkorszak vége óta eltelt időben a völgyek több-kevesebb átalakuláson mentek keresztül. A homokot a jégkorszak végén a szél dűnékbe rendezte. A völgyek – alacsony fekvésük miatt – igen vizenyősek, területükön mocsarak, tőzeglápok jöttek létre.
Észak-Amerikában a Mississippi és mellékfolyói dél felé vezették el az olvadékvizet, ezért ott ősfolyamvölgyek nem alakultak ki. Kelet-Európa síkságain ugyanilyen szerepet játszott a Volga a Don és a Dnyeper.

## Anyaguk
Az ősfolyamvölgyeket felépítő anyag döntő részben rosszul osztályozott (több szemcseméret egyidejűleg előfordul) homok és kavics. A képződmények   talajszintjén a homok, lentebb a kavics dominál.

## Hatásuk az emberi társadalomra
Az elmocsarasodott ősfolyamvölgyek a középkorban jelentős közlekedési akadályt képeztek Európában. A korabeli hatalmi központok az ősfolyamvölgyek között emelkedő magasabb térszíneken alakultak ki. A völgyeket ott keresztezték a kereskedelmi utak, ahol azok a legszűkebbek voltak és az átkelés rajtuk viszonylag problémamentesen történhetett. Az utak és a völgyek kereszteződésében hídvárosok jöttek létre. Ezek közé tartozik Berlin, Fürstenwalde és Wolfsburg is. 
Az ipari forradalom idején az ősfolyamvölgyek ideális terepet nyújtottak a csatornaépítésekre. Az egymással a völgyeken keresztül összekötött folyókon indult el a német belföldi kereskedelmi hajózás.  A legismertebb ősfolyamvölgyben futó csatornák a Berlint is érintő Elba-Havel-csatorna és az Odera-Havel-csatorna.